# Маньково (Серпецький повіт)
Маньково (пол. Mańkowo) — село в Польщі, у гміні Завідз Серпецького повіту Мазовецького воєводства.
Населення — 92 особи (2011).
У 1975-1998 роках село належало до Плоцького воєводства.

## Демографія
Демографічна структура станом на 31 березня 2011 року:
|          | Загалом | Допрацездатний вік | Працездатний вік | Постпрацездатний вік |
| -------- | ------- | ------------------ | ---------------- | -------------------- |
| Чоловіки | 43      | 8                  | 28               | 7                    |
| Жінки    | 49      | 7                  | 30               | 12                   |
| Разом    | 92      | 15                 | 58               | 19                   |